# 松井清足
松井清足（まつい きよたり、1877年11月13日 - 1948年2月29日）は、日本の建築家である。大林組取締役。日本建築学会名誉員。

## 経歴
明治10年（1877年）11月13日、名古屋市中区中の町で誕生。明治36年（1903年）に東京帝国大学工科大学建築学科を卒業する。同年、職を辞した辰野金吾のもと、辰野葛西建築事務所の事務員として勤務。東京駅の設計などに関与。海軍省技師を経て、大正13年（1924年）に大林組に入社。翌12月に取締役に就任。昭和10年（1935年）辞任。昭和17年（1942年）に日本建築学会名誉員となる。昭和23年（1948年）2月29日逝去。